# Miguel Ángel de Muguiro
Miguel Ángel de Muguiro y Muguiro  (30 de julio de 1880-4 de octubre de 1954, Madrid) fue un diplomático español que, desde su puesto en la Embajada de España en Budapest (Hungría), denunció continuamente ante el Gobierno español las políticas racistas y la persecución de judíos por el gobierno proalemán de Miklós Horthy.
También ideó el esquema que permitió expedir visados a cientos de judíos, la mayoría niños, con el fin de enviarles a Tánger, un proceso que aunque resultara infructuoso, finalmente sería retomado por Ángel Sanz-Briz entre muchas otras acciones que salvaron las vidas de muchos judíos húngaros.

## Biografía
Muguiro era hijo del abogado y banquero Juan Muguiro y Casi y de su esposa Francisca Muguiro y Cerragería, fundadores del Palacio de la Isla en Burgos.

#### Protección de judíos en Budapest
En un ambiente de pogromos, persecuciones por las calles y campos de tránsito organizados por los nazis húngaros de la Cruz Flechada para concentrar a los judíos antes de su envío a los campos de exterminio, Miguel Ángel de Muguiro, como encargado de negocios, escribió a Madrid escandalizado por los registros y las palizas que practicaban los miembros de las SS.
Muguiro, como otros diplomáticos españoles, había rescatado un viejo decreto promulgado por Primo de Rivera en 1924, en virtud del cual todos aquellos que demostraran ser de origen sefardita obtendrían inmediatamente la nacionalidad española. Ocultaban que el decreto había expirado en 1931, pero en Madrid no lo recordaban y los nazis lo ignoraban. La embajada española se acogió a este decreto para solicitar a las autoridades húngaras la protección de los sefarditas. El problema es que en Hungría, sefardíes de verdad había muy pocos, no daban ni para llenar un tren.
Sin embargo, Muguiro continuó sus esfuerzos e informó en Madrid del negro futuro que esperaba a la comunidad judía. Haciendo valer su condición de diplomático, intercedió a favor de todos los judíos que pudo y culminó su obra haciéndose cargo de un grupo de niños, 500 exactamente, el destino de los cuales era una cámara de gas en Polonia. Consiguió visado para todos y los despachó a Tánger, que en aquellos días era una especie de colonia española. Esta y otras actuaciones le dieron muy mala fama entre húngaros y alemanes, que presentaron una queja a las autoridades españolas. Muguiro fue cesado fulminantemente. Su lugar lo ocupó el secretario de Embajada que, como él, se había estado implicando personalmente en el salvamento de judíos perseguidos. Se llamaba Ángel Sanz-Briz, más tarde reconocido con el título de Justo entre las Naciones, junto con el diplomático sueco Raoul Wallenberg que, también destinado a Budapest, fue el iniciador de esta acción salvadora.

## Reconocimientos
En 1940 fue nombrado caballero gran cruz de la Orden de Isabel la Católica.
Muguiro y otros diplomáticos españoles que, como él, ayudaron a los judíos a huir del Holocausto, fueron rescatados del olvido en el año 2000, cuando el Ministerio de Asuntos Exteriores de España dedicó una página web a su memoria denominada Diplomáticos españoles durante el Holocausto, siendo ministro Abel Matutes. Posteriormente, en el 2007, fueron homenajeados otra vez en una exposición titulada Visados para la libertad organizada por la Casa Sefarad en Madrid.